# Kalliopi Araouzou
Kalliopi Araouzou (in greco Καλλιόπη Αραούζου?; Amarousio, 6 marzo 1991) è un'ex nuotatrice greca, specializzata nelle gare di fondo.

## Carriera
In occasione degli Europei del 2010, vinse due medaglie: un argento nella 5 km femminile e un oro nella 5 km a squadre insieme a Spyridōn Gianniōtīs e Antonis Fokaidis.
Due anni più tardi, agli Europei di Piombino, tornò sul podio in entrambe le gare, questa volta ottenendo due argenti. Nel 2014, a Berlino fu argento nella 5 km a squadre, mentre nell'individuale si piazzò sesta nella 5 km ed ottava nella 10 km.
Prese parte per la prima volta ai campionati mondiali di nuoto nell'edizione del 2013. In tale contesto, si piazzò quarta sia nella 5 km sia nella 10 km, conquistò invece l'argento nella 5 km a squadre sempre insieme a Fokaidis e Gianniōtīs.
Due anni dopo, ai Mondiali di Kazan', ottenne l'argento nella 5 km e giunse ottava nella 10 km. Anche nella 5 km a squadre ottenne l'ottava piazza.
Nel 2016 ottenne il pass per le Olimpiadi di Rio de Janeiro; nella gara della 10 km femminile si piazzò undicesima.
Nel 2018, agli Europei di Glasgow, finì quinta nella 5 km e si ritirò durante la 10 km.
Ai Mondiali di Gwangju 2019 giunse diciannovesima nella 5 km e trentasettesima nella 10 km.
Si ritirò dalle competizioni nel giugno del 2021.

## Palmarès
- Mondiali di nuoto

Barcellona 2013: argento nella gara a squadre.
Kazan 2015: argento nella 5 km.
- Europei di nuoto

Budapest 2010: oro nella 5 km a squadre e argento nella 5 km individuale.
Piombino 2012: argento nella 5 km a squadre e argento nella 5 km individuale.
Berlino 2014: argento nella 5 km a squadre.